# Yasuhiro Hanashi
Yasuhiro Hanashi (葉梨 康弘, Hanashi Yasuhiro, né le 12 octobre 1959) est un homme politique japonais, ministre de la Justice du 10 août 2022 au 11 novembre 2022. 
Membre du Parti Libéral-Démocrate, il est élu à la chambre des représentants depuis 2003. 
Né dans la préfecture d'Ibaraki, il est diplômé de l' Université de Tokyo. Il entre à l'Agence nationale de police en 1982. Après l'avoir quittée en 1999, il est élu pour la première fois en 2003, comme représentant de la troisième circonscription de la préfecture d'Ibaraki, qui comprend notamment les villes de Ryūgasaki et Ushiku.
Lors des recherches qui ont suivi l'assassinat de Shinzō Abe et la révélation de ses liens avec la secte Moon, il a été découvert que Yasuhiro Hanashi avait eu des contacts avec ce mouvement religieux.
Après qu'il a tenu des propos considérés comme frivoles sur son poste de ministre de la justice et ses responsabilités dans l'application de la peine de mort, le premier ministre Kishida le démet de ses fonctions.